# Korunovace norských panovníků

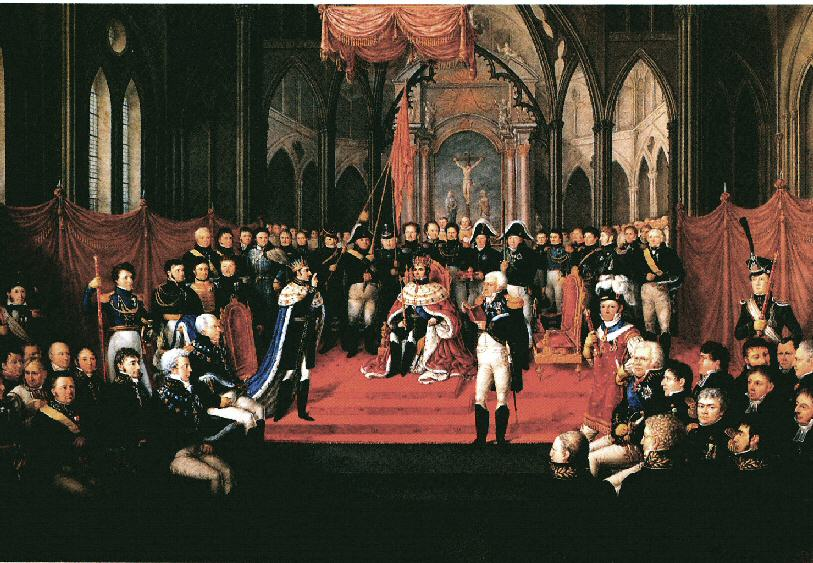
Korunovace Karla III. Bernadotte v roce 1818.

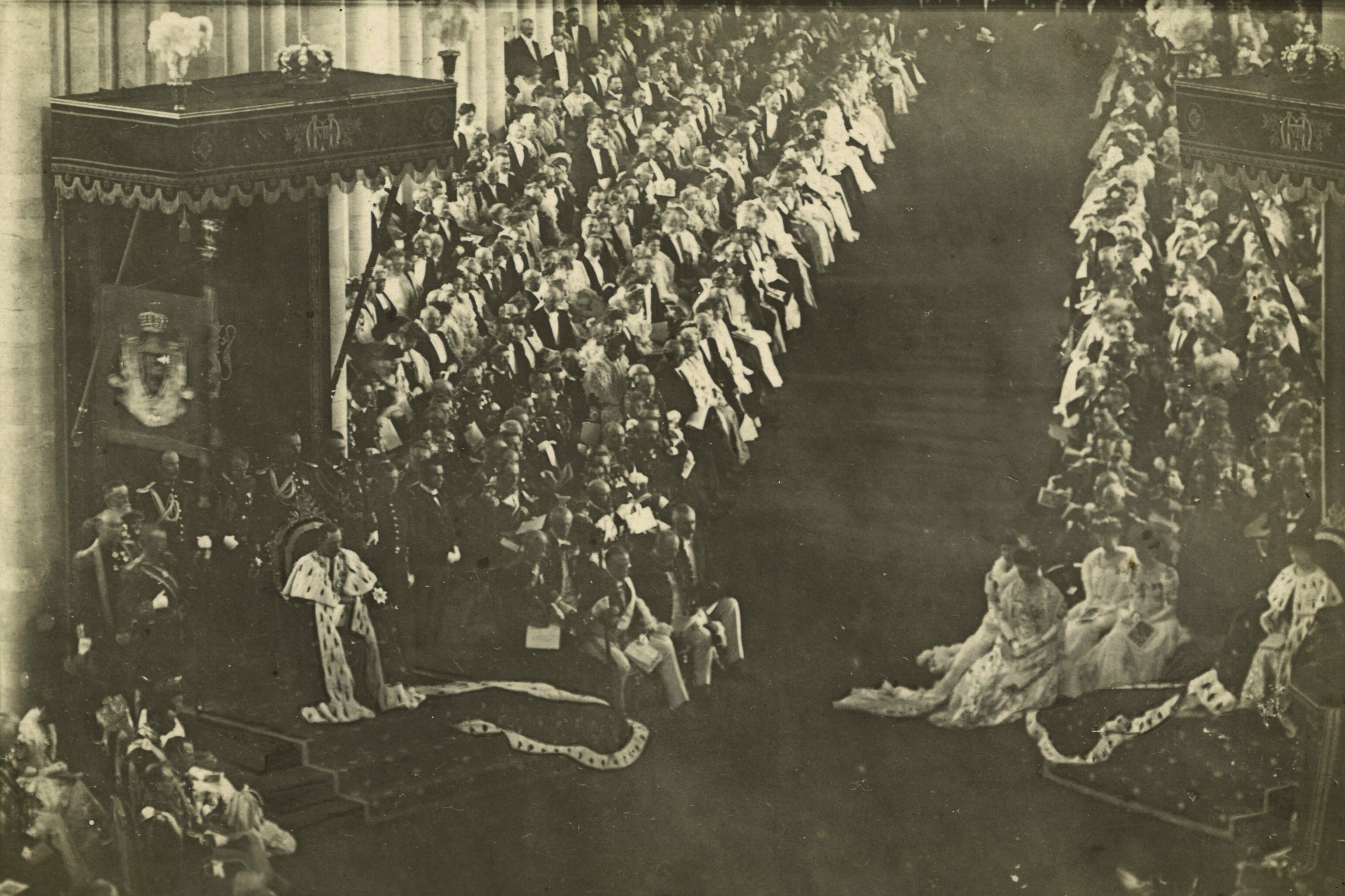
Korunovace Haakona VII. a Maud v roce 1906.

Korunovace norských  králů (kroningen av kong Norge) byla státní a náboženský akt, během kterého docházelo k pomazání a korunování krále Norska. Královské korunovace se v Norsku konaly mezi roky 1164, kdy proběhla první korunovace a 1906, kdy došlo ke korunovaci poslední, přičemž mezi roky 1514 až 1818 se nekonala žádná korunovace. Místem konání korunovace byl nejprve Kristův chrám v Bergenu, poté se několik korunovací konalo v Oslu až se jako místo konání korunovací ústálila Nidaroská katedrála v Trondheimu. Korunovaci norského krále a královny prováděl biskup z Nidarosu (archaické jméno pro Trondheim).
Ve 14. století se Norsko stalo součástí Kalmarské unie a později součástí Dánsko-Norského soustátí, korunovace ale zůstaly zachovány. Poté, co byl v Dánsku roku 1660 zaveden absolutismus byly norské korunovace zrušeny a konala se pouze společná cereminie v Dánsku za účasti norského biskupa. K obnově korunovací došlo až v roce 1814, kdy liberální norská ústava z toho roku stanovila nutnost královské korunovace v katedrále v Trondheimu. Prvním králem který zde byl korunován novou královskou korunou byl až Karel III. Jan společný král Norska a Švédska, jehož korunovace se konala v roce 1818. Korunovace proto vycházela ze švédského vzoru. Jeho syn Oskar I. nebyl korunován, jelikož docházelo k odkladům korunovace z důvodu římskokatolického vyznání jeho manželky královny Joséphine, kterou jako římského katolíka odmítal luteránský biskup z Nidarosu korunovat. Další korunovace se proto konala až v roce 1860, kdy byl korunován jeho vnuk Karel IV. a královna Luisa. Jednalo se po několika stoletích o první korunovaci norské královny. Karlův nástupce a bratr Oskar II. byl společně s manželkou královnou Žofií korunován v roce 1873.
Následující a zároveň také poslední korunovace proběhla 22. června 1906, kdy byl korunován nový král Haakon VII. a královna Maud. 
V roce 1908 byl ústavní požadavek korunovace parlamentem kompletně zrušen. Norští králové od té doby dobrovolně podstupují pouze intronizační požehnání.

## Seznam korunovací králů a královen
| Status   | Panovník                               | Datum             | Místo                    | Koronátor                                  |
| -------- | -------------------------------------- | ----------------- | ------------------------ | ------------------------------------------ |
| Král     | Magnus V.                              | 1163/1164         | Kristův chrám, Bergen    |                                            |
| Král     | Sverre Sigurdsson                      | 29. července 1194 | Kristův chrám, Bergen    |                                            |
| Král     | Haakon IV.                             | 29. července 1247 | Kristův chrám, Bergen    |                                            |
| Královna | Markéta Skulesdatter                   | 14. září 1261     | Kristův chrám, Bergen    |                                            |
| Král     | Magnus VI.                             | 14. září 1261     | Kristův chrám, Bergen    |                                            |
| Královna | Ingeborg Dánská                        | 14. září 1261     | Kristův chrám, Bergen    |                                            |
| Král     | Erik II.                               | 1280              | Kristův chrám, Bergen    |                                            |
| Královna | Markéta Skotská                        | 1281              | Kristův chrám, Bergen    |                                            |
| Král     | Haakon V.                              | 1299              | Oslo                     |                                            |
| Královna | Eufémie z Rujány                       | 1281              | Oslo                     |                                            |
| Král     | Kryštof III. Bavorský                  | 2. července 1442  | Oslo                     |                                            |
| Král     | Kristián I.                            | 2. srpna 1450     | Nidaroský dóm, Trondheim |                                            |
| Král     | Jan I.                                 | 20. července 1483 | Nidaroský dóm, Trondheim |                                            |
| Král     | Kristián II.                           | 29. července 1514 | Oslo                     |                                            |
| Král     | Karel III. Norský (Karel XIV. Švédský) | 7. září 1818      | Nidaroský dóm, Trondheim | Peder Olivarius Bugge biskup z Nidarosu    |
| Král     | Karel IV. Norský (Karel XV. Švédský)   | 5. srpna 1860     | Nidaroský dóm, Trondheim | Hans Jørgen Darre biskup z Nidarosu        |
| Královna | Luisa Oranžsko-Nasavská                | 5. srpna 1860     | Nidaroský dóm, Trondheim | Hans Jørgen Darre biskup z Nidarosu        |
| Král     | Oskar II.                              | 18. července 1873 | Nidaroský dóm, Trondheim | Andreas Grimelund biskup z Nidarosu        |
| Královna | Žofie Nasavská                         | 18. července 1873 | Nidaroský dóm, Trondheim | Andreas Grimelund biskup z Nidarosu        |
| Král     | Haakon VII.                            | 22. června 1906   | Nidaroský dóm, Trondheim | Vilhelm Andreas Wexelsen biskup z Nidarosu |
| Královna | Maud z Walesu                          | 22. června 1906   | Nidaroský dóm, Trondheim | Vilhelm Andreas Wexelsen biskup z Nidarosu |

## Seznam intronizačních požehnání
| Status   | Panovník        | Datum           | Místo                    | Světitel                       |
| -------- | --------------- | --------------- | ------------------------ | ------------------------------ |
| Král     | Olaf V.         | 22. června 1958 | Nidaroský dóm, Trondheim | Arne Fjellbu biskup z Nidarosu |
| Král     | Harald V.       | 23. června 1991 | Nidaroský dóm, Trondheim | Finn Wagle biskup z Nidarosu   |
| Královna | Sonja Haraldsen | 23. června 1991 | Nidaroský dóm, Trondheim | Finn Wagle biskup z Nidarosu   |